# Bernard Tschumi

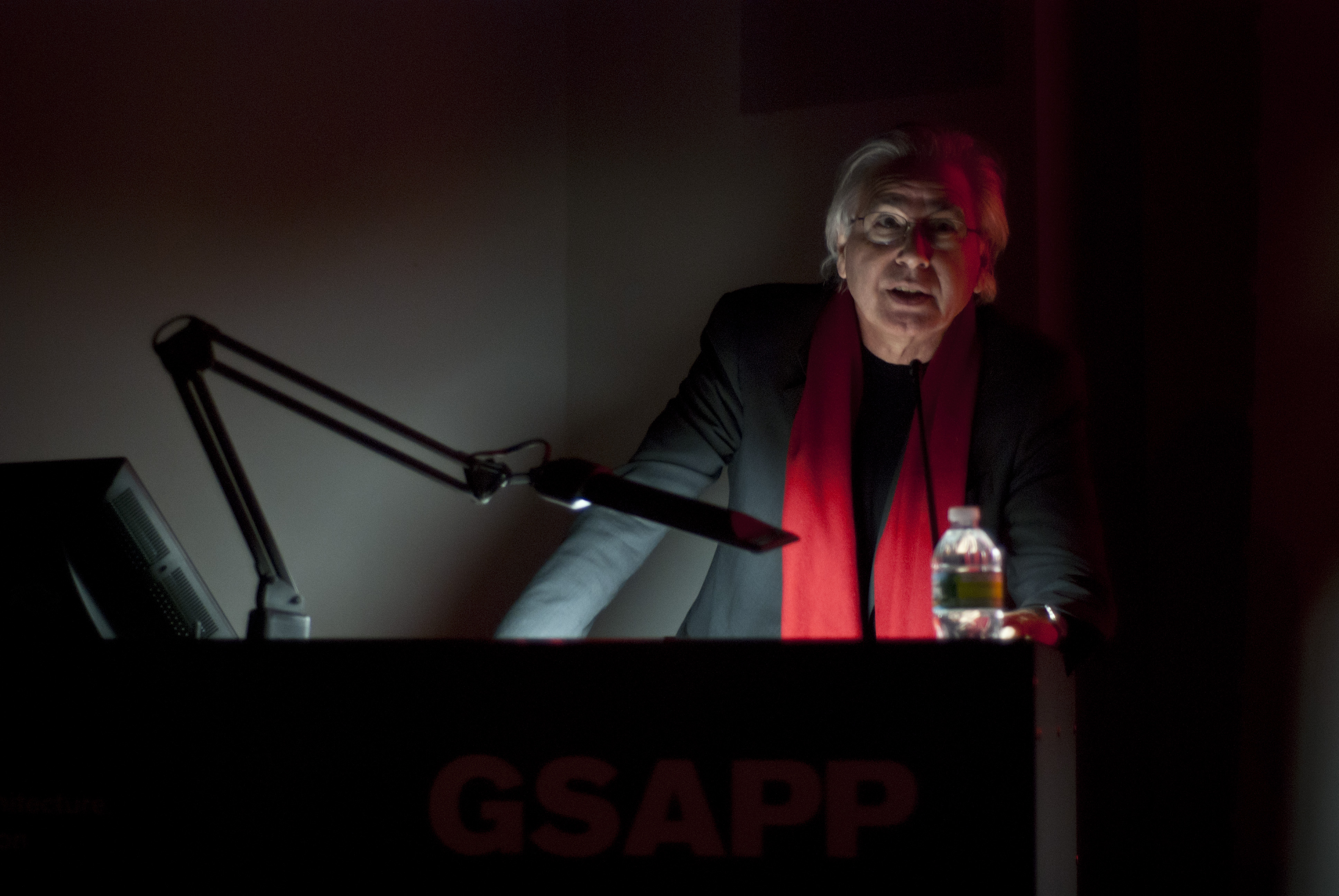
Bernard Tschumi (2011)

Bernard Tschumi (Lausanne, 25 de Janeiro de 1944) é um educador, escritor e arquitecto suíço. 
Estudou em Paris e em "ETH Zürich" (Isntituto Federal de Tecnologia da Suíça), onde se graduou em arquitectura em 1969. 
Tschumi lecionou na Universidade de Portsmouth, na Escola de Arquitectura da Associação de Arquitectos (AA School of Architecture) de Londres, no Instituto de Arquitectura e Estudos Urbanísticos em Nova Iorque, na Universidade de Princeton, na Cooper Union em Nova Iorque e na Universidade de Columbia, onde foi decano da Graduate School of Architecture, Planning and Preservation de 1988 até 2003.